# Гросбрайтенбах
Гросбрайтенбах (нем. Großbreitenbach) — город в Германии, в земле Тюрингия. 
Входит в состав района Ильм. Подчиняется управлению Гросбрайтенбах.  Население составляет 2688 человек (на 31 декабря 2010 года). Занимает площадь 19,62 км². Официальный код  —  16 0 70 025.

## Фотографии

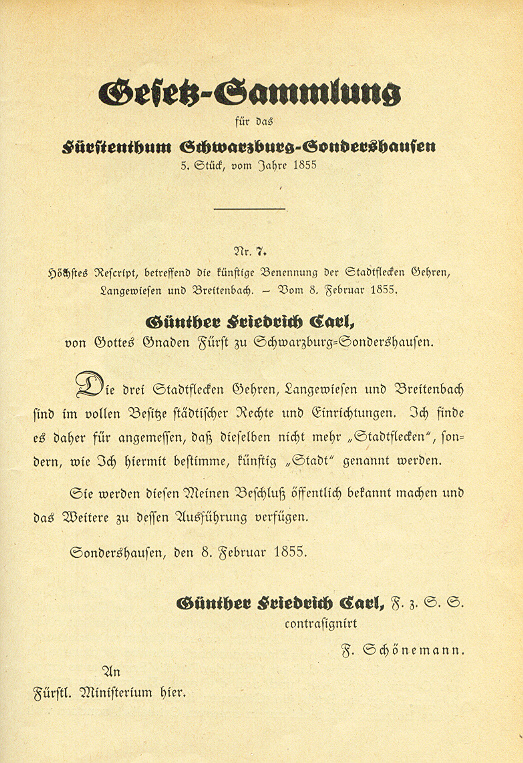
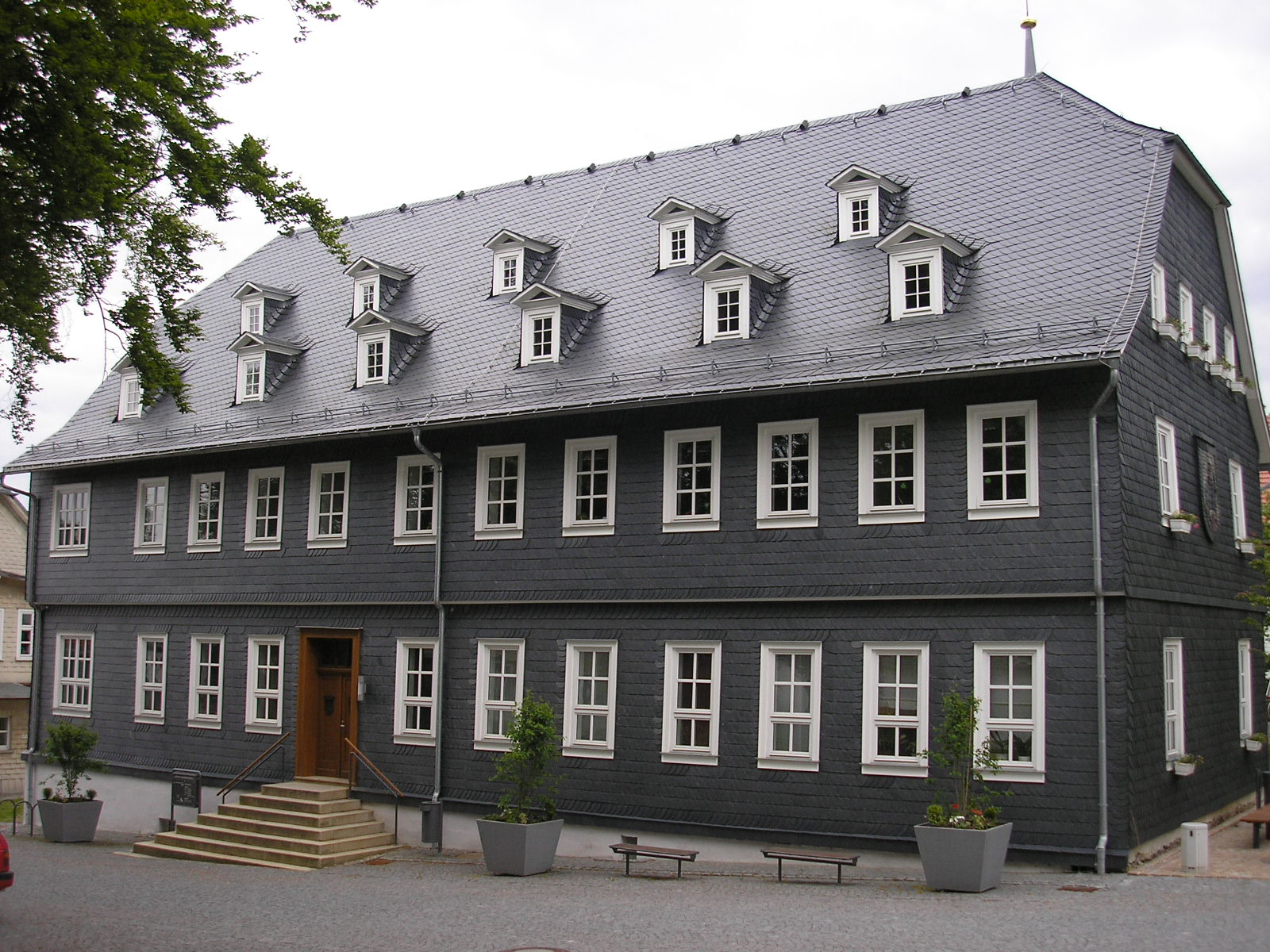
Ратуша
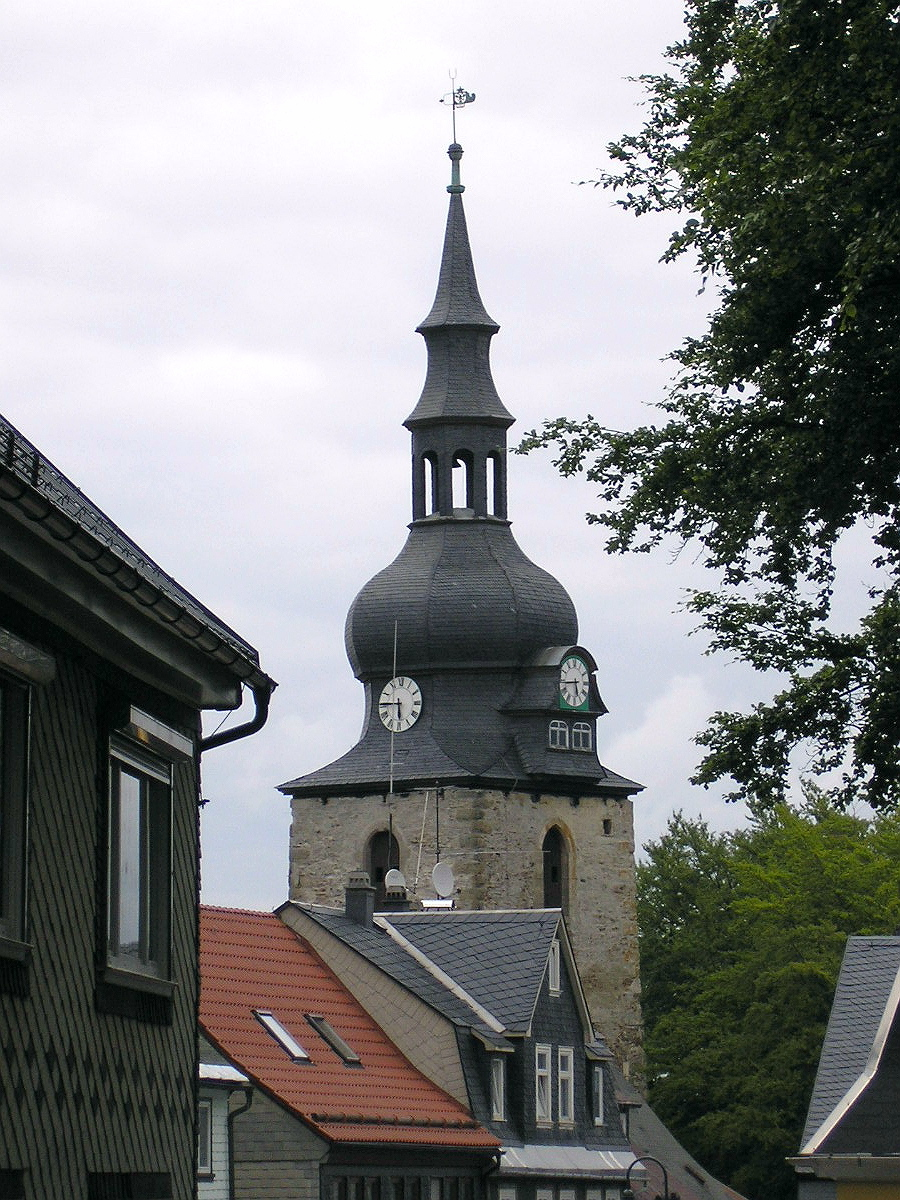
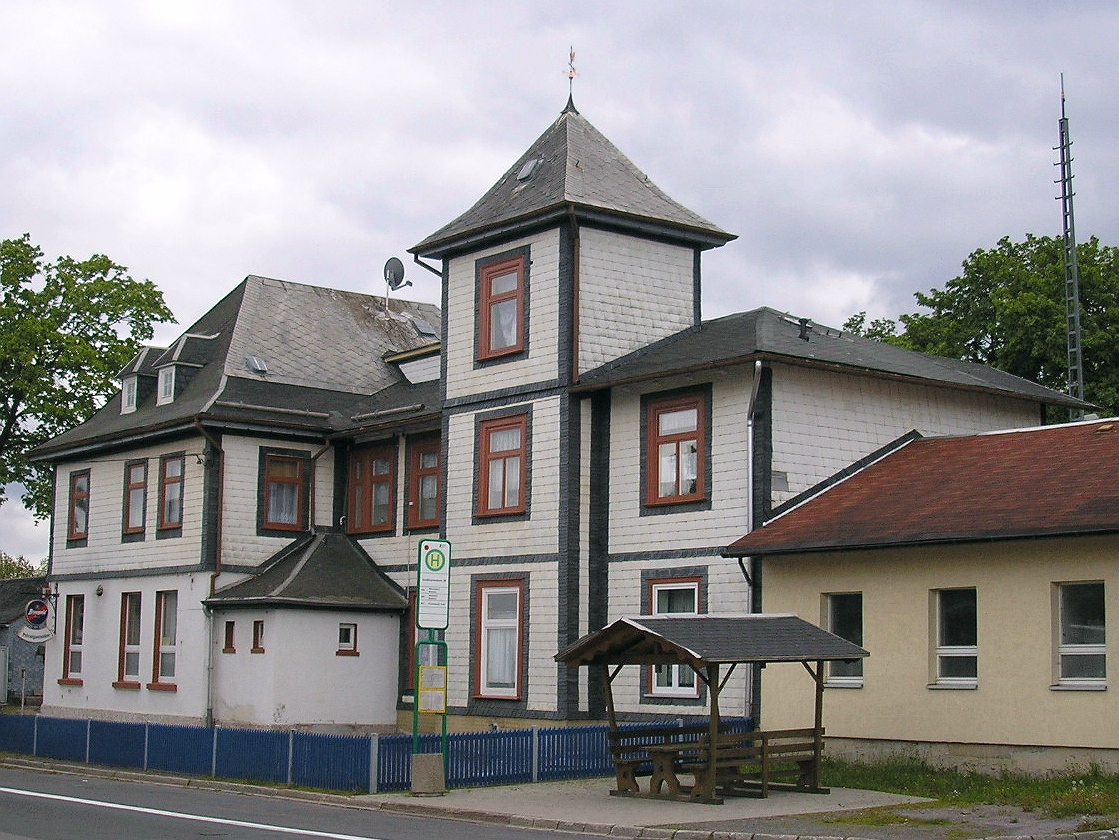
Вокзал